# Негенхари
Негенхари (њем. Negenharrie) општина је у њемачкој савезној држави Шлезвиг-Холштајн. Једно је од 165 општинских средишта округа Рендсбург. Према процјени из 2010. у општини је живјело 352 становника. Посједује регионалну шифру (AGS) 1058109.

## Географски и демографски подаци
Негенхари се налази у савезној држави Шлезвиг-Холштајн у округу Рендсбург. Општина се налази на надморској висини од 39 метара. Површина општине износи 12,4 km². У самом мјесту је, према процјени из 2010. године, живјело 352 становника. Просјечна густина становништва износи 28 становника/km².